# Madison Finn
Madison Finn (originaltitel: From the Files of Madison Finn) är en engelsk bokserie skapad av Laura Dower och översatt till svenska av B. Wahlströms bokförlag. Serien handlar om en 12-årig flickas liv i 7:e klass, som lever i Far Hills, New York, USA. I Sverige har det endast publicerats 10 böcker av bokseriens totalt 23. I original gavs böckerna ut mellan 2001 och 2006, med en 23:e volym 2016.

## Handling
Madison Finn är en tjej på 12 år, som lever i Far Hills. Hennes föräldrar är skilda, och hon har hunden Boy, en mops. Madison har tre kompisar, Amy, Emilio och Fiona, och även en nemesis, Ivy. Ivy och Madison var bästa kompisar i andra klass, men sedan blev de plötsligt ovänner för Ivy sa att Madison fuskat på ett test i 3:an fast hon inte gjort det.
Madison är medlem på internetsajten bigfishbowl.com, där hon chattar med kompisar över nätet online. En dag i ett av chattrummen träffar hon på en ny vän, och de bestämmer genast att börja brevväxla över mail.

## Utgivning (svenska
1. Kompisar på nätet. Stockholm: B. Wahlström. 2004. ISBN 9132146256 (originaltitel: Only the Lonely, 2001)
2. Killvarning. Stockholm: B. Wahlström. 2004. ISBN 9132146264 (Boy, Oh Boy, 2001)
3. Stackars mig. Stockholm: B. Wahlström. 2004. ISBN 9132146272 (Play It Again, 2001)
4. Värsta partyt. Stockholm: B. Wahlström. 2004. ISBN 9132146280 (Caught in the Web, 2001)
5. Drömjobbet. Stockholm: B. Wahlström. 2005. ISBN 9132147066 (Thanks for Nothing, 2001)
6. Insnöad. Stockholm: B. Wahlström. 2005. ISBN 9789132147074 (original: Lost and Found, 2001)
7. Tjejerna mot killarna. Stockholm: B. Wahlström. 2005. ISBN 9132148178 (Save the Date, 2002)
8. Perfekt som en popstjärna. Stockholm: B. Wahlströms. 2005. ISBN 9132148186 (Picture-perfect, 2002)
9. Sommarkärlek. Stockholm: B. Wahlström. 2006. ISBN 9132148674 (Just Visiting, 2002)
10. Ge och ta. Stockholm: B. Wahlström. 2006. ISBN 9132148682 (Give and Take, 2002)